# 북극뒤쥐
북극뒤쥐(Sorex arcticus) 또는 코카시안뒤쥐는 땃쥐과에 속하는 포유류의 일종이다. 중간 크기의 땃쥐류이며, 캐나다와 미국 북부 지역에서 발견된다. 북극뒤쥐의 아종으로 간주해 온 해안뒤쥐는 별도의 종으로 제안되어 있는 상태이며, 툰드라뒤쥐는 현재 별도의 종으로 간주하고 있다.

## 아종
2종의 아종이 알려져 있다.
- Sorex arcticus arcticus
- Sorex arcticus laricorum